# Stazione di Shinge
La stazione di Shinge (新家駅?, Shinge-eki) è una stazione ferroviaria della città di Sennan, nella prefettura di Osaka in Giappone. La stazione è gestita dalla JR West e serve la linea Hanwa.

## Linee e servizi
JR West
■ Linea Hanwa

## Struttura
La stazione è costituita da due marciapiedi laterali con 2 binari in superficie.
| 1 | ■ Linea Hanwa | per Izumi-Sunagawa e Wakayama      |
| 2 | ■ Linea Hanwa | per Hineno, Ōtori, Tennōji e Osaka |

## Stazioni adiacenti
| ≪                                         | Servizio                                         | ≫              |
| Linea Hanwa                               | Linea Hanwa                                      | Linea Hanwa    |
| ----------------------------------------- | ------------------------------------------------ | -------------- |
| Nagataki                                  | Locale Rapido Regionale1 Rapido B Rapido Kishūji | Izumi-Sunagawa |
| Il Rapido e il Rapido Diretto non fermano |                                                  |                |

Note
1: Il Rapido Regionale ferma solo in direzione Osaka